# Martín Rodríguez Alba
Jorge Martín Rodríguez Alba (San José, 31 de julio de 1970) es un exfutbolista uruguayo retirado que jugaba en la posición de delantero.

## Trayectoria
Surgió en el Club Atlético San Lorenzo de la ciudad de San José, demostrando su calidad al integrar las selecciones juvenil y mayor de San José, lo cual lo llevó a jugar en el profesionalismo para Peñarol, luego pasó por River Plate de Uruguay, y después jugaría en México, primero con el Atlante, después con el Irapuato; donde consiguió un campeonato de goleo con 12 anotaciones, después se enroló con los Tiburones Rojos de Veracruz y finalmente con el San Luis F. C.
Volvió a su país para jugar en Peñarol. Regresó a su ciudad natal para jugar primero para San Lorenzo y luego para el Club Atlético Central, equipo en el que se retiró del fútbol activo.
En 2010 tuvo un pasaje por el fútbol sala y logró el campeonato de la Liga Maragata de Futsal jugando para Atlético Candelaria. Volvió a San Lorenzo en 2016 luego del fallecimiento de su hijo Diego para retirarse oficialmente en ese club como su hijo lo quería. Jugó algunos minutos en el último partido de la temporada frente a Atlanta El Gráfico y convirtió un gol para la victoria de su equipo.

## Clubes
| Club                   | País    | Año         |
| ---------------------- | ------- | ----------- |
| San Lorenzo (San José) | Uruguay | 1986 - 1991 |
| Peñarol                | Uruguay | 1991 - 1996 |
| River Plate            | Uruguay | 1997 - 1998 |
| Atlante                | México  | 1999        |
| Irapuato               | México  | 1999 - 2001 |
| Veracruz               | México  | 2002 - 2003 |
| San Luis               | México  | 2004        |
| Peñarol                | Uruguay | 2004        |
| San Lorenzo (San José) | Uruguay | 2004 - 2007 |
| Central (San José)     | Uruguay | 2008 - 2010 |

## Palmarés

### Distinciones individuales
| Distinción                                                | Año  |
| --------------------------------------------------------- | ---- |
| Máximo goleador de la Liguilla Pre-Libertadores (3 goles) | 1992 |
| Máximo goleador de la Copa Conmebol (5 goles)             | 1994 |
| Máximo goleador del Campeonato Uruguayo (13 goles)        | 1998 |
| Máximo goleador del Torneo de Invierno (12 goles)         | 2001 |

### Torneos Nacionales
| Título              | Club    | País    | Año  |
| ------------------- | ------- | ------- | ---- |
| Campeonato Uruguayo | Peñarol | Uruguay | 1993 |
| Campeonato Uruguayo | Peñarol | Uruguay | 1994 |
| Campeonato Uruguayo | Peñarol | Uruguay | 1995 |
| Campeonato Uruguayo | Peñarol | Uruguay | 1996 |

### Distinciones colectivas
| Distinción                                                         | Equipo                          | Año                 |
| ------------------------------------------------------------------ | ------------------------------- | ------------------- |
| Campeón Copa Ciudad de San José                                    | C. A. San Lorenzo de San José   | 1989                |
| Campeón Copa del Sur                                               | Selección de San José           | 1990-1991-2006      |
| Campeón del Campeonato Uruguayo                                    | Peñarol                         | 1993-1994-1995-1996 |
| Campeón del Torneo Apertura de la Liga Mayor de Fútbol de San José | C. A. San Lorenzo de San José   | 2007                |
| Campeón de la Liga Maragata de Futsal                              | Atlético Candelaria de San José | 2010                |